# North Bridge (Edinburgh)
North Bridge er en vejbro og gade i Edinburgh, der forbinder High Street (en del af Royal Mile) med Princes Street, og Old Town med New Town. Den nuværende bro blev opført mellem 1894 og 1987. Den tidligere North Bridge blev bygget mellem 1763 og 1772, og stod indtil 1896.